# 空気マグネシウム電池
空気マグネシウム電池（くうきマグネシウムでんち、マグネシウム・空気電池、マグネシウム燃料電池、MAFC）は空気電池および燃料電池の一種であり、負極に金属マグネシウムを使用し、正極に空気中の酸素を使用する。電解液としては食塩水が利用される。
研究および市販化の技術は MagPower Systemsにより公開されており、90%の効率および-20 - 55℃の環境下での動作が可能としている。
国内では埼玉県産業技術総合センターの栗原英紀が活物質重量比90%以上の実容量での放電に成功している。負極の放電容量は2000Wh/kg。

## 放電の反応式
- 正極: {\displaystyle {\ce {{O2}+{2H2O}+4{\mathit {e}}^{-}->4OH^{-}}}} {\displaystyle E_{0}=0.4\,{\rm {V}}}
- 負極: {\displaystyle {\ce {{2Mg}->{2Mg^{2+}}+4{\mathit {e}}^{-}}}} {\displaystyle E_{0}=-2.36\,{\rm {V}}}

## 実用化への課題
- 自己放電を防ぐために電解液をアルカリ性にすると、マグネシウムの表面と反応して不動態になってしまう。また余分な熱も発生する。
  - 発生する水酸化マグネシウムが電解液に溶解しやすくするための補助剤を加えることで回避する[4]（記事上では具体的な物質名は公表されていない）
  - 小濱泰昭率いる東北大学エアロトレイン開発チームはエアロトレインに使った難燃性マグネシウム合金（マグネシウムにカルシウムを混ぜた合金）を海水に浸して電池を作る実験をしたところ、従来よりはるかに長く電気が発生する事を発見した。これはマグネシウムとカルシウムが不動態の原因となる水酸化物イオンを奪い合い続けるため、水酸化物イオンが結びつく相手を変えた瞬間に電極のマグネシウムが溶け出す現象が起こるからである[5]。
- 現状で反応（放電）速度を制限しているのはマグネシウムのイオン化速度ではなく酸素の吸収速度であり、大電流を取り出すためにはより高効率な酸素の吸収を行える空気極の開発が必要である。
- 近年、非常に高効率の空気極の開発が進み、0.25A/cm2, 0.25W/cm2を実現し、従来のマグネシウム電池の10倍以上の性能が実用化された。[6][7]これは、1mm厚のマグネシウム1枚で、50cmx50cmの面積の電池だけで、625Wを発生するという驚異的なものです。さらには、円盤型のマグネシウムが回転しながら燃料を供給する燃料電池も特許化されている[8]。この電池で有れば、直径60cm、高さ50cmで36kWhを実現することになる。電池重量もわずか24kgで、リチウムイオン電池の1/10と予測されている。

## 使用済みマグネシウムの再生
- 石炭を燃やしてマグネシウムを製造するピジョン法、海水を電気分解する方法など、環境に優しくない再生法から脱却する方法として、太陽光、風力、地熱などの自然エネルギーとレーザーを組み合わせた、現在実用化に最も近いとされるマグネシウム循環社会は矢部東工大教授によって2006年、世界で初めて提案された。[9]このことが評価されて、矢部は米国タイム誌で、2009年環境のヒーローとして選ばれた。[10]
- このようなシステムはマグネシウム文明、マグネシウム循環社会として書籍としてまとめられている。[11][12]
- 電池の放電によって生成される水酸化マグネシウムは安定した物質であるため金属マグネシウムにリサイクルすることは容易ではない。触媒とともに真空中で約2200℃に加熱することにより還元できるため、小濱は太陽炉によるマグネシウムリサイクルを提案している[13]。
- このような太陽熱によるマグネシウムの再生は、ピジョン法に代わるマグネシウムの生産方法として、昔から研究されてきており、すでに1995年にMurrayらは[14]太陽熱と炭素還元剤を使用した実験を行っている。彼らは2234度の高温を30分間持続させて、マグネシウムの再生に成功しているが、生成マグネシウムの割合はわずか9%であった。このように、太陽だけを利用する場合には、あまりにもマグネシウム生産量が少なく、実用には無理であるとの試算もあり[15]、実用化に至っていない。大量に発生するマグネシウム蒸気の、光を導入する窓への付着や、炭素還元剤を使用した場合に発生する二酸化炭素等々の問題により、単純な太陽炉でのエネルギー循環は、まだ未解決の部分が多い。
- これに対して、東京工業大学の矢部孝らは、太陽光から生成されたレーザーや、自然エネルギーから得られる可能性のある半導体レーザーを用いたマグネシウム再生を提案しており[16]、従来のピジョン法の約4倍の効率を実験により実現している[17][18]。
- ここで、このような巨大なエネルギーがどうして必要なのかを示す。1gの酸化マグネシウムを4000度にするために必要なエネルギーは4kJだ。これに対し、ピジョン法では、1gのマグネシウムを作るために10gのコークスを使っている。この熱量は300kJである。逆に、1gのマグネシウムが発するエネルギーは25kJなので、このエネルギーを与えないとマグネシウムができないことも当然である。これからも、ピジョン法がいかにエネルギー効率が悪いかわかるだろう。もっと大事なことは、マグネシウムを再生するためのエネルギーは酸化マグネシウムを4000度にする4kJよりもはるかに巨大なエネルギーが必要なことである。これは、酸化マグネシウムをマグネシウムに分解するエネルギー、マグネシウムを蒸発するエネルギーが余分に必要だからである。だから、4000度に加熱した後も、その5倍以上のエネルギーを与えないとマグネシウムが生成できないのである。

## マグネシウム循環社会構想
マグネシウムを用いてエネルギーを貯蔵し、これを電池や発電に使い使用済み燃料を太陽光等の自然エネルギーを用いて元のマグネシウムに戻すことにより、自然エネルギーを貯蔵するという「マグネシウム循環社会」構想は、2006年に東京工業大学の矢部孝によって提案された。
さらに、2007年には、矢部らによって自動車等の利用に燃料取り換え可能のマグネシウム電池が提案され、これはマグネシウム燃料電池と名付けられている。
2012年には、この燃料型マグネシウム電池の特許が成立し、実用化に向かって大きく前進している。この電池はフィルム型マグネシウム電池と呼ばれており、蒸着されたマグネシウムフィルムを、テープレコーダーのように巻き取りつつ発電してゆくものである。
フィルム型の利点は、高効率であること、使用していない状態でのマグネシウムの劣化がなく、長時間の停止状態からすぐに再開できること、熱暴走などにより電池全体が損傷したり火災の危険などの問題のないことなど、多くの特徴を持っている。現在、この電池は実用化に向かって進んでいるようであるが、実際に採用している大手企業名等は企業側の要望により秘密とされている。

## 実用化に向けた取り組み
- 2012年12月11日、東北大学未来科学技術共同研究センター(小濱泰昭ら)と古河電池、産業技術総合研究所などのグループがマグネシウム電池搭載の3輪電気自動車(EV)の走行実験を福島県のいわき市－仙台市間、走行距離は約100キロで行い、平均時速50 - 55キロで走行し完走した[13][23][24]。ただ、このときの走行はリチウムイオン電池で行われており、マグネシウム電池はリチウムイオン電池を充電しただけであるとの一部報道もあるが事実は不明である[25]。
- 2013年12月20日、東京工業大学の矢部孝らのグループが開発したフィルム状のマグネシウムをロール状に巻き、テープレコーダーのような仕掛けで少しずつ送り出して塩水と持続的に反応させ、塩水を交換しなくても長時間使える電池を用いて、この電池を動力とする車の走行試験に成功[26][27]。従来のマグネシウム電池には大量の塩水を数時間おきに交換する必要があるなどの問題があったが、開発されたフィルム型マグネシウム電池はその部分が解決され、スマホ用充電池として使った場合、「1カ月間は充電せずに使用できる」と発表されている[26][27]。
- 2014年2月、古河電池が凸版印刷と共同開発した「非常用マグネシウム空気電池 MgBOX」を東京で開催された「第5回国際二次電池展（スマートエネルギーWeek2014）」に出展し、実際に照明を点灯させるデモを公開[28]。容器に注水するだけで最大5日間動作し、300Whの電力量を取り出すことができる。水は純水だけでなく海水や水道水などでも可能で、必要量は2リットル。5ボルトの出力があり、スマートフォンに直接給電が可能な仕様[28]。
- 2014年3月、ニコンが東北大学の小濱泰昭らと共同で、同社が開発した直径3mの鏡を利用した、太陽熱によってマグネシウムを還元する実証実験を宮崎県の旧リニア実験線で開始[28]。
- 2014年6月10日、東工大の矢部孝が会長を務めるベンチャー企業、「エネルギー創成循環」が名刺よりも一回りほど小さなマグネシウムシートを差し込むと電気が発生する小型電池を開発したと発表[29][30]。シート1枚でスマートフォン約1日分の充電が可能で、近い将来1個1ドル程度で販売する予定[29][30][31]。
- 2014年7月11日、京都大学の内本喜晴らのグループが、電池の電極を浸す液体と新素材のプラス極を開発。マイナス極にマグネシウムを組み合わせ、1キログラムあたり約250ワット時の容量を実現したと英科学誌サイエンティフィック・リポーツに発表した[32]。高性能のリチウムイオン電池の同約200ワット時を上回り、材料費も約1割に抑えられるという[32]。
- 2014年7月29日、日本バルカー工業が空気マグネシウム電池の発電能力が3倍になる正極材を開発したと発表[33]。
- 2014年8月29日、古河電池が凸版印刷と共同開発した水や海水を投入すると発電する大容量の非常用マグネシウム空気電池「マグボックス」の発売を発表[34][35][36]。最大電気量は300ワット時で、発電時間は最大5日間[35]。
- 2015年7月、矢部孝が会長を務めるベンチャー企業「エネルギー創成循環」が、スマートフォン用の「マグネシウム電池」の試作機を公開[37]。
- 2015年12月10日、古河電池と凸版印刷は体積を1/2にし家庭用に用途を広げた「マグボックススリム」を発売した[38]。
- 2015年12月18日、矢部孝が中国江蘇省啓東市にマグネシウム電池生産のための会社「啓東市金美新能源有限公司」を設立[39]。近い将来工場を完成させ、スマートフォンやドローン用のマグネシウム電池の大量生産を始めると発表[39]。
- 2017年1月27日、矢部孝らのグループは、出力100Wから数kWのマグネシウム燃料電池を発表した。1ユニットは5.4kWhで、複数台連結して小型発電機並みの出力を実現した。また、燃料を交換することで、何度でも使用でき、まさに将来、リチウムイオン電池に取って代わる燃料電池自動車も射程内になってきた。[40]

## 二次電池化
正極活物質を工夫する必要があるが、酸化物は構造が安定しているものの、マグネシウムイオンが正極にトラップされやすいため充電が難しく、硫化物は構造が不安定で電解液中に溶解する等の問題があった。そこで両者を併用することで特性の向上が図られている。現在のところ容量は250Wh/kgであり、10サイクル後の維持率は90%である。
- 2014年7月11日、京都大学のグループがリチウムイオン二次電池と置き換え可能な高エネルギー密度マグネシウム金属二次電池の開発に成功したと発表[41]。2014年7月11日午前10時 (英国時間)付けで、本論文がNature Publishing Groupのオンライン科学雑誌「Scientific Reports」に掲載された[41][42]。マグネシウム電池は高い電圧を出せない課題があったが、新開発の正極と電解液を組み合わせて解決した[42]。これにより、電気自動車(EV)や太陽光発電、風力発電の蓄電向けに大容量の大型電池を安く作れるようになり、企業と協力し実用化を目指す[42]。
- 2016年10月、本田技研工業と埼玉県産業技術総合センターが世界で初めてマグネシウムを使い、繰り返し充電できる2次電池の実用化にメドを付けたと発表[43]。寿命や安全性でリチウムイオン二次電池と遜色のない水準を維持できる基本データを得ており、2018年の製品化を目指す[43]。マグネシウムの調達コストはレアメタルで高価なリチウムの25分の1程度で済み、電池の容量も大きく小型化しやすい特徴を持つ[43]。